# Kries Ramkhelawan
Kries Ramkhelawan (2 oktober 1958) is een Surinaams componist, zanger, acteur, regisseur, toneelschrijver en dichter. Hij is oprichter van Saathi, dat zich ontwikkelde van een toneelvereniging naar een culturele organisatie. Hij werkt in Suriname en af en toe in het buitenland.

## Biografie
Ramkhelawan is geboren en getogen in Saramacca. Hij is een zoon van de baithak-gana-pionier Rampersad Ramkhelawan. Op jonge leeftijd speelde hij in toneelgroepjes, waarbij hij veel leerde van de routine van de oudere spelers. Sinds zijn achttiende kiest hij zelf de thema's en de samenstellingen van de groepen. Zijn thema's variëren van immigratie en politiek tot familiedrama's en religieuze feesten als de Holi-Phagwa en Divali. Zijn stukken worden vertoond in gelegenheden van het Cultureel Centrum Suriname (CCS) in Paramaribo, wat een vaste plaats vormt, tot in bioscopen verderop in het land.
Zijn stuk Doekhie parewar (Droevige familie) uit 1985 werd bekroond met de eerste prijs tijdens een toneelfestival. Op dat moment werd zijn toneelgroep Saathi geboren. Van jurylid en toneelschrijver Wilfred Teixeira kreeg hij toen de vraag bij wie hij zich had geschoold, waarop hij "De oude mensen in het dorp" antwoordde. Rond deze tijd begon hij met de samenwerking met Thea Doelwijt. Aanvankelijk wilde hij met zijn groep acteurs verder als vaste cast. Van dit idee stapte hij echter af, om te voorkomen dat acteurs vast zouden blijven zitten in een vaste stijl, en haalde hij er amateurs bij die nog niet eerder hadden geacteerd. Hierdoor kreeg hij meer flexibelere acteurs die in zijn stijl werkten, en in talen varieerden tussen het Sarnami Hindoestani, Nederlands en Sranantongo. Ook kwamen muzieksoorten van verschillende Surinaamse bevolkingsgroepen in zijn stukken voor. Met Saathi trad hij op in Suriname en Nederland; als toneelgezelschap bleef Saathi uiteindelijk tot 1997 bestaan en veranderde daarna in een culturele organisatie.
Begin 21e eeuw maakte Ramkhelawan rond de tien jaar deel uit van Pleasure Party van Ron Brandsteder, een gemengd gezelschap van Nederlanders, Surinamers en Antillianen. Hij treedt ook op in andere landen, zoals in Trinidad en Tobago, Mauritius en met zijn vader in het Indira Gandhi Indoor Stadion in India. Hij ontving onderscheidingen variërend van organisaties als Satya Dharma uit Nederland tot de National Council of Indian Culture in Trinidad.
In opvolging van de traditie van zijn vader is hij specialist in de baithak gana, maar daarnaast ook in Bollywoodmuziek en qawwali. Hij speelt en componeert muziek op het harmonium, en schrijft liedteksten en theaterstukken. Mits het juist gedaan wordt, gaan volgens Ramkhelawan de verschillende muziekstijlen in Suriname prima samen. Daarnaast schrijft hij gedichten. In januari 2020 bracht hij namens Saathi zijn eerste gedichtenbundel uit, getiteld Shabd aur chavi ke beech.